# Del Carmen
Del Carmen ist eine philippinische Stadtgemeinde in der Provinz Surigao del Norte. 
Sie liegt im Südwesten der Insel Siargao im Osten der Philippinen; zu ihr gehören die westlich gelegenen kleineren Inseln Poneas, Tona, Binoscogan, Laonan und Cowhagan.
Del Carmen hat 18.392 Einwohner (Zensus 1. August 2015).
Im Baranggay Sayak liegt der gleichnamige Sayak Airport, auch bekannt als Siargao Airport. Über den Seehafen von Dapa und den Flughafen in Del Carmen finden die einzigen regelmäßigen Verkehrsverbindungen auf die Insel Siargao statt. 

## Baranggays
Del Carmen ist politisch in 20 Baranggays unterteilt.
| - Antipolo - Bagakay (Alburo) - Bitoon - Cabugao - Cancohoy - Caub - Del Carmen (Pob.) - Domoyog - Esperanza - Halian | - Jamoyaon - Katipunan - Lobogon - Mabuhay - Mahayahay - Quezon - San Fernando - San Jose (Pob.) - Sayak - Tuboran |